# 오상록 (1958년)
오상록(1958년~)은 대한민국의 로봇공학자이며, 2024년 3월 27일 한국과학기술연구원(KIST) 원장으로 취임했다.

## 경력
1958년 서울 출생
1976년 서울고 졸업
1980년 서울대 전자공학과 졸업
1987년 KAIST 전기 및 전자공학과(공학석사/공학박사) 졸업
1988년 KIST 시스템연구부 선임연구원
1991년 미국 IBM Watson연구소 방문연구원
1995년 KIST 책임연구원
1998년 고려대, 한양대 공과대 객원교수
1999년 KIST 생체모방시스템 국가지정연구실 연구실장
2000년 KIST 지능제어연구센터장
2003년 정보통신부 국민로봇사업단 단장
정보통신연구진흥원 지능형로봇/차세대컴퓨팅전문위원실 전문위원
정보통신부 IT정책자문관(PM)
2009년 KIST 로봇•시스템본부 본부장
2010년 KIST 대외부원장
2011~2024 실감교류로보틱스연구센터 책임연구원, 로봇기반교육지원단장
2024년 3월 ~ KIST(한국과학기술연구원) 제 26 대 원장

## 강연
인간으로 진화하는 로봇

## 언론
오상록 KIST책임연구원

## 활동
‘4차 산업혁명과 AI대한민국' 컨퍼런스[패널토론] 공동사회

## 저서
저서로는 '영어학습을 위한 인공지능 챗봇 활용 및 제작' 등이 있다.